# Šárka Kubinová
Šárka Kubinová je badatelkou v oblasti neurověd, regenerativní medicíny a ve výzkumu biofyzikálních metod a plazmatu. V roce 1992 absolvovala Farmaceutickou fakultu UK, poté působila v New Yorku, Pittsburghu, a v Praze na Ústavu experimentální medicíny AVČR, od roku 2016 jako vedoucí Oddělení biomateriálů a biofyzikálních metod  . Souběžně působila také na Fyzikálním ústavu AVČR. Poté, co na Ústavu experimentální medicíny AVČR  oprávněně poukázala na podvody v některých ústavních pracích, tento ústav opustila a Fyzikální ústav AVČR se stal jejím hlavním pracovištěm. V říjnu 2021 pak Komise pro etiku vědecké práce AV ČR uznala její snahu při odhalování vědeckých podvodů. Počet publikací podle WoS 137, H index 42, citace jinými autory 3788; je zařazena do Stanfordského seznamu 2% celosvětově nejcitovanějších výzkumníků. Je spoluautorkou několika patentů.